# Чорноморські Криниці
Чорноморські Криниці — село в Україні, у Бехтерській сільській громаді Скадовського району Херсонської області. Населення становить 24 осіб.
24 лютого 2022 року село тимчасово окуповане російськими військами під час російсько-української війни.

## Населення
Згідно з переписом УРСР 1989 року чисельність наявного населення села становила 33 особи, з яких 13 чоловіків та 20 жінок.
За переписом населення України 2001 року в селі мешкали 24 особи.

### Мова
Розподіл населення за рідною мовою за даними перепису 2001 року:
| Мова       | Відсоток |
| ---------- | -------- |
| українська | 83,33 %  |
| російська  | 8,33 %   |
| молдовська | 4,17 %   |
| інші       | 4,17 %   |